# Campylandra annulata
Campylandra annulata là một loài thực vật có hoa trong họ Măng tây. Loài này được (H.Li & J.L.Huang) M.N.Tamura, S.Yun Liang & Turland mô tả khoa học đầu tiên năm 2000.